# فتيري (فثيوتيس)
فتيري (Φτέρη) هي مدينة في فثيوتيس في مقاطعة كينتريكي إلادا في اليونان.